# Josef Václav Sládek

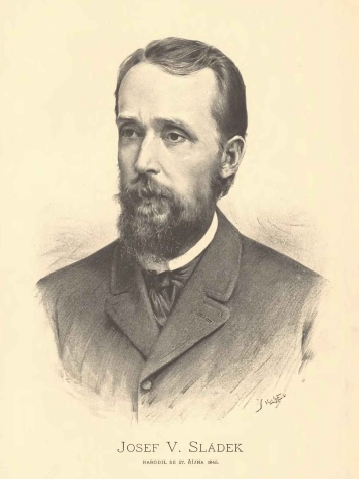
Josef Václav Sládek
Zeichnung von Jan Vilímek

Josef Václav Sládek (* 27. Oktober 1845 in Zbiroh; † 28. Juni 1912 ebenda) war tschechischer Schriftsteller, Dichter, Journalist und Übersetzer. Er gilt als einer der Mitbegründer der Kinderlyrik und war Mitglied der Tschechischen Akademie der Wissenschaften.

## Leben
Der Sohn eines Maurers studierte am akademischen Gymnasium in Prag. Hier freundete er sich mit Jaromír Čelakovský, Svatopluk Čech und dem freidenkenden Grafen Wenzel Robert von Kaunitz an. Die Eltern wünschten zwar, dass er die Priesterlaufbahn einschlüge, Sládek wandte sich jedoch dem Studium der Naturwissenschaften und Mathematik an der Philosophischen Fakultät zu. Nach der Scheidung seiner Eltern fiel er in finanzielle Schwierigkeiten.
1868 unterbrach er sein Studium und besuchte auf Einladung eines Chicagoer Kaufmanns, dessen Sohn die tschechische Sprache erlernen sollte, die USA. Er arbeitete als Redakteur tschechischer Zeitungen, unterrichtete Kinder polnischer Einwanderer, verdiente sich sein Geld auf Farmen und als Arbeiter beim Eisenbahnbau. Dieser zweijährige Aufenthalt bestimmte später sein Leben. Es interessierte ihn nicht nur das Schicksal der Schwarzen und der Indianer, sondern auch die angloamerikanische Literatur.
Nach seiner Rückkehr lehrte er Englisch an der Handelsakademie und Technischen Universität, später arbeitete er als Lektor an der Karls-Universität Prag und von 1870 bis 1875 als Redakteur für die Zeitung Národní listy. Daneben nahm er eine Stelle als Englischlehrer an der Tschechoslowakischen Handelsakademie an.
1873 heiratete er Emilie Nedvídková, die ein Jahr später starb. Sládek beteiligte sich an der Herausgabe der Zeitschrift Lumír, für die er seit 1877 auch als Redakteur tätig war, später bis 1898 als leitender Redakteur und war Mitglied der Künstlergruppe Lumírovci. Zwischen 1897 und 1898 lebte er in Vysoká u Příbramě.
1900 ging er in den Ruhestand. Wegen seiner Nerven- und Herzkrankheit war er bereits seit 1888 oft zur Kur in Poděbrady. Daneben hielt er sich immer mehr in seiner Geburtsstadt auf, in der er auch die meisten Shakespeare-Werke übersetzte.
Seine Gedichte publizierte er auch in den Zeitschriften Květy, Světozor und Osvěta.

## Werke
Sein typisches Thema war das böhmische Dorf, die Figur des Bauers als Symbol der Nation. In seinen Werken sucht er menschliche Werte, oft vorkommendes Thema ist auch Heimat, Kindheit und sein Heimatland. Die Landbevölkerung wurde idealisiert, er schätzt die Natur, in der die Bevölkerung lebt und deren Arbeit. Seine Verse sind einfach, rhythmisch und melodisch, einige seiner Gedichte wurden von Karel Bendl und Josef Bohuslav Foerster vertont.

### Amerikanische Sammlungen
- Básně (Gedichte) (1875):
  - Na hrobech indiánských (Auf den indianischen Gräbern) – er zeigt seine Bewunderung für die amerikanischen Indianer und beschreibt ihre tragischen Schicksale.
  - Pomník Indiánův (Das indianische Denkmal)
  - Hrob v pralese (Ein Grab im Urwald)
  - U Michiganu (In Michigan)

- Americké obrázky (Amerikanische Bilder) – Kurzgeschichten über den amerikanischen Einwanderer

### Böhmische Werke
- Jiskry na moři (1880)
- Světlou stopu (1881)
- Na prahu ráje (1883)
- Ze života (1884)
- Sluncem a stínem (1887)
- České znělky
- Selské písně (1890)
- Starosvětské písničky (1891), intime Lyrik, in der er seine enge Beziehung zu seiner Mutter wiedergibt. Inspiriert wurde er dabei von der Volksdichtung. Diese Sammlung gehört zu seinen besten Werken.
- Směska (1891)
- České písně (1892) – In diesem Werk spiegelt sich sein Patriotismus wider. Einige Gedichte wurden vertont.
- V zimním slunci
- Nové selské písně
- Za soumraku
- Léthé a jiné básně

### Für Kinder
- Zvony a zvonky
- Zlatý máj
- Skřivánčí písně

### Theaterstücke
- Práce
- Písně pohřební

### Wissenschaftliche Literatur
- Anglická čítanka se slovníčkem (Das englische Lesebuch mit einem Wörterbuch)

### Übersetzungen
Er übersetzte 33 Dramen von William Shakespeare sowie Werke von Robert Burns, Henry Wadsworth Longfellow, Francis Bret Harte und George Gordon Byron.
Weniger bekannt ist, dass Sládek die tschechische Hymne Kde domov můj ins Englische übersetzte.